# Dileita Mohamed Dileita
Dileita Mohamed Dileita   (12 de marzo de 1958) es un político yibutiano. Fue primer ministro del país desde el 4 de marzo de 2001 hasta el 1 de abril de 2013. Es miembro de la Agrupación Popular para el Progreso, partido político que domina el país desde su independencia. La coalición gubernamental tiene todos escaños de la Asamblea Nacional de Yibuti.

## Biografía
Dileita nació en 1958 en la ciudad costera oriental de Tadjoura, Yibuti, de una familia Afar. Estudió en El Cairo y Reims, luego fue al Centro de Educación Profesional en Médéa, Argelia, donde se graduó en 1981. 
Después de graduarse, Dileita regresó a Yibuti, donde trabajó en la Dirección General de Protocolo bajo la Presidencia. Se convirtió en el segundo diplomático en la embajada de Yibuti en Francia a principios de 1990, y posteriormente se convirtió en Embajador en Etiopía en 1997. También representó a Yibuti en la Organización de la Unidad Africana, con sede en Addis. Abeba, mientras se desempeñaba como Embajador en Etiopía, y ayudó en las conversaciones de paz que pusieron fin a la guerra de 1998-2000 entre Etiopía y Eritrea. 
En diciembre de 1999, Dileita fue acusada de negociar un acuerdo de paz con una facción del Frente para la Restauración de la Unidad y la Democracia (FRUD); las negociaciones llevaron a la firma de un acuerdo en febrero de 2000. Se convirtió en embajador en Uganda a mediados de 2000. Después de que el primer ministro Barkat Gourad Hamadou renunció por motivos de salud en febrero de 2001, el presidente Ismail Omar Guelleh nombró a Dileita como primer ministro el 4 de marzo de 2001, y tomó oficina el 7 de marzo. No tenía experiencia previa como ministro.
Dileita fue elegida vicepresidenta del RPP el 3 de julio de 2003, sucediendo a Hamadou en ese cargo. Dileita dirigió la coalición gobernante, la Unión para la Mayoría Presidencial (UMP), en las elecciones parlamentarias de enero de 2003, que se convirtió en el primer candidato en la lista de la coalición para el Distrito de Yibuti. 
El 21 de mayo de 2005, Dileita fue reelegida como primer ministro después de la reelección de Guelleh en las elecciones presidenciales de abril de 2005. un nuevo gobierno bajo Dileita fue nombrado el 22 de mayo. 
A partir de 2008, Dileita era el presidente de la coalición UMP, y encabezó la lista de UMP para el Distrito de Yibuti en la elección parlamentaria de febrero de 2008. Tras la elección, en la que la UMP ganó todos los escaños en medio de un boicot de oposición, renunció como primer ministro el 25 de marzo de 2008. Guelleh lo reeligió de inmediato el 26 de marzo y nombró un nuevo gobierno bajo Dileita el 27 de marzo. 
Después de que Guelleh ganara un tercer mandato en las elecciones presidenciales de abril de 2011, volvió a nombrar a Dileita como primer ministro el 11 de mayo de 2011. Guelleh retuvo a Dileita en su cargo a pesar de que varios otros ministros de larga data fueron retirados del nuevo gobierno que se anunció el 12 de mayo. Fue reemplazado como Vicepresidente del RPP por Abdoulkader Kamil Mohamed en septiembre de 2012, como parte de una reorganización extensa de los líderes del RPP. 
El 31 de marzo de 2013, Kile sucedió a Dileita como primer ministro. 
Nkosazana Dlamini-Zuma, Presidenta de la Comisión de la Unión Africana, anunció el 11 de junio de 2014 que Dileita fue nombrada Enviada Especial de la Unión Africana para Libia. Fue jefe de la misión de observación de la Unión Africana para las elecciones presidenciales congoleñas de marzo de 2016.
| Predecesor: Barkat Gourad Hamadou | Primer ministro de la República de Yibuti 2001 - 2013 | Sucesor: Abdoulkader Kamil Mohamed |